# Final Fantasy VI
Final Fantasy VI és un videojoc de rol creat per l'empresa Squaresoft per la consola Super Nintendo, el sisè de la saga Final Fantasy i el darrer que va sortir per aquesta consola. Es va posar a la venda el 2 d'abril de 1994 al Japó. El 20 d'octubre va sortir als Estats Units, on va rebre el nom de Final Fantasy III, perquè els dos anteriors no es van arribar a exportar. A Europa va arribar el 2002 en una versió per a Playstation. Posteriorment, se n'han fet altres adaptacions i versions per a Game Boy Advance, Android i iOS.
El joc s'ambienta en un món on la màgia ha desaparegut fa mil anys a causa de la Guerra dels Magi. Amb el pas dels anys, el món ha aconseguit desenvolupar una tecnologia molt avançada, amb tota mena de màquines i invencions, que van substituir la màgia. Amb tot, aquesta tecnologia també ha servit perquè els territoris amb ànsies de poder creïn armes de destrucció potents capaces de conquerir el món. Quan s'inicia l'aventura, algú està intentant despertar l'antic poder de la màgia per tal d'aconseguir, precisament, la conquesta del món.

## Sistema de joc
Com les edicions anteriors, Final Fantasy VI consta de diverses interfícies. En primer lloc hi ha l'exploració, el joc es desenvolupa a través de diversos mapes que representen el món on s'ambienta, així com les viles, ciutats, coves, masmorres o altres localitzacions que el conformen, per on el jugador es pot moure lliurement amb els personatges jugadors (PJ). En aquest mode, pot interaccionar amb personatges no jugadors (PNJ), que poden donar informació valuosa, comprar o vendre objectes a canvi de diners, entre d'altres. En segon lloc hi ha el menú, on es poden consultar dades i fer les preparacions necessàries per continuar l'aventura, com l'ús d'objectes, equipament d'armes, armadures, accessoris o altres elements que milloren l'estatus del personatge. Finalment, hi ha la interfície de batalla, que apareix de forma recurrent mentre s'exploren diferents escenaris; durant la batalla cada personatge té un menú propi amb els comandaments. El sistema de combat és conegut com a batalla en temps actiu (BTA), és a dir, que s'han d'anar donant les ordres als personatges a mesura que avança el combat, mentre els enemics ataquen sense esperar a que el jugador acabi de donar les ordres.

## Personatges
A diferència dels seus predecessors, a Final Fantasy VI el nombre de personatges controlables va augmentar considerablement. En total hi ha catorze personatges principals que el jugador pot controlar, cadascun amb el seu arc argumental i amb habilitats úniques. El grup de batalla, format per quatre personatges, es pot organitzar lliurement, sense limitacions. Cal destacar l'antagonista, Kefka Palazzo, personatge qualificat de cruel i psicòtic, que s'ha convertit en un dels enemics més populars de la saga.